# Antonio del Conde Pontones
Antonio del Conde Pontones (Manhattan; 5 de enero de 1926-Tecate; 28 de marzo de 2023), conocido también como El Cuate o Tony, fue un comerciante y técnico industrial mexicano, hijo de Antonio del Conde y Conde y de Concepción Pontones Pliego.
Tuvo diversas actividades laborales, entre ellas comerciante, técnico armero, asesor técnico industrial, militar en el Ejército Mexicano con el grado de Capitán Segundo de Conscriptos, piloto civil, editor, representante de tractores Gravely en México y dueño de una imprenta, entre otros.[cita requerida]

## Trayectoria

### Infancia y adolescencia
A su ingreso en México en 1933, Antonio del Conde no hablaba español, razón por lo cual su familia lo ingresó en la Escuela Americana, y estuvo después en “El Zacatito”, institución que administraban los hermanos lasallistas. Posteriormente, estudió en el Instituto Luis Vives, fundado por exiliados españoles, y fueron sus compañeros los "Niños de Morelia", un grupo de españoles que México acogió poco antes de la Segunda Guerra Mundial. En 1944, ingresó a la Universidad Nacional Autónoma de México, donde durante dos años cursó estudios de ingeniería, los que abandonó para ir luego a Charleston, West Virginia, Estados Unidos, a la fábrica de tractores de jardín Gravely, a efectos de profundizar los estudios técnicos en lo referente a la maquinaria de estos tractores.
A su regreso a México colaboró en el negocio de ventas de armas deportivas que su padre tenía en el centro de la Ciudad de México. En 1949 falleció su padre, un próspero hombre de negocios, en un accidente automovilístico. Antonio, con escasos veinticuatro años, se ocupó de los negocios familiares que incluían un taller de venta y reparación de armas deportivas, la representación de los tractores Gravely y una imprenta, entre otros.

## Contacto con Fidel Castro
En junio de 1955 visitó su armería un joven exiliado cubano llamado Fidel Castro, quien le hizo una serie de preguntas técnicas. A partir de ese momento, Antonio del Conde apoyó a Fidel Castro en su búsqueda de armas para la revolución que pensaba efectuar en Cuba. Casi de la misma edad, Antonio del Conde se convirtió, hasta la partida del Granma, en uno de los más importantes colaboradores técnicos que Fidel Castro tuvo en México. Inclusive fue un gran amigo de toda la familia Castro, sin ninguna distinción ideológica hasta la fecha. El Granma era un yate deportivo de 19. 2 metros (63 pies), propiedad de Antonio del Conde, el cual le prestó a Fidel Castro para que en conjunto con 81 revolucionarios iniciara la revolución en Cuba, la cual triunfó el 1 de enero de 1959.

## El Granma
Recientemente, al parecer, se entregó una copia del yate Granma a la Marina mexicana y la nave fue desguazada, y los motores de la misma se encuentran en el municipio de Santiago de la Peña en Veracruz aunque estos hechos no han podido ser confirmados oficialmente.[cita requerida]
En sus constantes viajes a Estados Unidos para comprar refacciones, Antonio del Conde encontró a orillas del río Tuxpan, un yate destrozado por un ciclón que pertenecía a una pareja estadounidense, los Erikson, quienes tiempo atrás y visitando la zona de Tuxpan, anclaron en Santiago de la Peña y mientras construían una casa habitación y una bodega, habitaban la embarcación Granma en el medio del río.[cita requerida]
Una noche fueron asaltados, por lo que decidieron quedarse en la Ciudad de México, alquilando un departamento en la calle Mariano Escobedo 487. Del Conde visitó a los Erikson, acordó comprar el yate en veinte mil dólares y entregó como adelanto la mitad de esa cifra. La idea original era dedicar la embarcación para viajes de placer. Al enterarse Fidel Castro, quien ya había fracasado en la compra de una lancha torpedera en Estados Unidos (trámite en el que colaboró Antonio), solicitó a Del Conde que le prestara el yate para llegar a Cuba, adonde partió desde Tuxpan, Veracruz, con 82 tripulantes el 25 de noviembre de 1956. Antonio del Conde estaba seguro de que él sería uno de los tripulantes, pero ya al pie de la embarcación, en el último instante, Fidel Castro le indicó que debía quedarse porque "sería más útil en México".[cita requerida]

### Después del Granma
Al partir el yate Granma, Antonio del Conde permaneció en México y se dedicó a enviar armas a Cuba que compraba en Estados Unidos con la ayuda de otros políticos cubanos de oposición. Con motivo de esta actividad fue detenido dos veces en Estados Unidos. En la primera consiguió una fianza, y en la segunda, triunfante la Revolución cubana, fueron once meses y días de prisión y, por solicitud de Fidel Castro al pasar por Texas, se consiguió el perdón por parte del gobernador de ese estado y fue liberado, ocasión en la que partió de inmediato a Cuba.[cita requerida]

### Actividades en Cuba
Antonio trasladó a ese país también a su familia, donde nació una de sus hijas. De inmediato lo enviaron a trabajar al ministerio de industrias, que estaba a cargo de Ernesto Guevara. Le encomendaron construir una fábrica de medidores de agua, y entre otras tareas viajó a Checoslovaquia para supervisar la posible compra de una fábrica de rifles calibre 22. Su familia en un momento decidió regresar a México, y él hizo lo mismo en 1964. Su colaboración con Fidel Castro y el Estado cubano duró ocho años.

### Detención en México
Regresó en junio de 1964 y fue detenido en el aeropuerto de la Ciudad de México, enviado a la cárcel de Lecumberri y liberado tres meses después con la obligación de presentarse en un juzgado de paz cada mes, situación que se revirtió durante el gobierno de Luis Echeverría Álvarez (1970-1976), por lo que fue eximido de esa obligación y se le devolvió el pasaporte.

### Actividades al regreso de Cuba
Antonio del Conde laboró para una empresa láctea, para el Club Med en Acapulco, y en otras empresas. 
Como ícono y actor relevante de esta primera etapa de la Revolución Cubana en México, fue frecuente invitado en universidades y otros centros culturales para que relatara sus experiencias.

### Escritor
En edición de autor, publicó en el 2004 el texto Memorias del dueño del yate Granma, que fue un gran éxito editorial.

#### Síntesis del libro
El autor Antonio del Conde Pontones, afirma a manera de introducción que se vio obligado a escribir estas memorias ” …debido a las mentiras, aberraciones y omisiones en torno a la historia del Yate Granma…” a pedido de su hija Susana del Conde Pardo. En el primer capítulo cuenta como conoció a Fidel Castro Ruz, quien se presentó con el nombre de “Alejandro”, en su armería del centro de la Ciudad de México (Revillagigedo 47), enviado por otro armero en julio de 1955.
Inicio de actividades. En este capítulo se narran las precauciones tomadas para la entrega de armas a Fidel Castro, entre las que se incluía no regresar por su armería que estaba a la vuelta del cuartel de policía, sin excluir que Antonio era ampliamente conocido por ser su taller uno de los más importantes de México en el tema de reparación de armas. La situación que se le creaba a Antonio del Conde era difícil por las restricciones que en ese tiempo existían para la venta de armas a particulares. Es el momento que comienza a utilizar el seudónimo “El Cuate”, nombre por el cual sería buscado afanosamente por la policía posteriormente, llegando a tener un precio por su cabeza.
El texto describe en detalle los calibres de armas que se buscaban, las modificaciones que se le podían hacer, los costos (a un precio más bajo que cualquier otra armería de la ciudad) y la información de armas que podría ofrecer algún particular. Las ventas se ampliaron entregando del Conde pistolas, fundas y enseres para campamento. Durante esta etapa Fidel le presentó a Juan Manuel Márquez, quien tenía una larga trayectoria de lucha política en Cuba y era trece años mayor que Fidel y Antonio del Conde.
Cruz Verde. Al estrecharse los lazos amistad Antonio del Conde permite que las armas se prueben en la inmensa residencia que su padre había construido en la entonces afueras de la Ciudad de México en la calle de Cruz Verde 53, barrio del Niño Jesús, en Coyoacán y que contaba con una galería de tiro. Conoce aquí a Jesús Reyes García, "Chuchu" quien en esa época y por instrucciones de Fidel lo acompañaba constantemente en todas sus actividades inclusive en viajes a los Estados Unidos. En esas ocasiones Fidel leía todos los catálogos de armas, que recibía Antonio quien tenía, como comerciante establecido, excelentes conexiones con las casas que vendían armas y municiones en los Estados Unidos. También le propuso que probara los fusiles con miras telescópicas, que acondicionó especialmente, y que fueron motivo de otras compras y viajes a EE. UU. Con Chuchu realiza un primer viaje , a efectos de comprar armas largas automáticas. Las mismas llegaban a través de una red que detentaba un exjefe de aduanas y que se entregaban sin preguntas y sin problemas en la Ciudad de México.
Transporte. Tema vital para el viaje de los expedicionarios a Cuba era obtener un medio de transporte. Se detalla un primer intento de comprar una lancha torpedera en los Estados Unidos que fracasó, explicando en este capítulo los problemas familiares con motivo de su colaboración con el grupo de Fidel Castro, que finalizaron con un interrogatorio por parte de un grupo jesuita y la posterior excomunión de Antonio del Conde, católico devoto de toda la vida, quien no se preocupó mucho por esta situación.
Santa Rosa. Cuyo nombre real era Rancho San Miguel, a 40 kilómetros de la Ciudad de México, fue alquilado por el general Alberto Bayo, por instrucciones de Fidel, para entrenar a su primer grupo, alquiler en el que nada tuvo que ver del Conde, pese a que conocía al dueño y con cuyo hijo salía constantemente de cacería, pero le dedica unas páginas de este texto, donde lo importante es que Antonio se entera de que se ofrecían diez mil dólares por conocer su nombre, “El Cuate”, que le fuera puesto por Fidel como seudónimo.
Lancha torpedera. Esta nave que parecía ideal para la invasión de Cuba, apareció en un catálogo de sobrantes de guerra y así Antonio fue a revisarla a Dover, Delaware encontrándola perfecta para la misión. Pero el permiso de venta no fue otorgado por el gobierno de los Estados Unidos perdiéndose además la suma de diez mil dólares que se habían dado de adelanto. Con detalles y grandes gastos de dos viajes a EE.UU., este capítulo cuenta un primer fracaso en conseguir un trasporte. Pero aún faltaba lo peor: los teléfonos de la Ciudad de México no contestaban al haber sido detenidos Fidel y parte de su grupo. Al regreso, después de tres días de incertidumbre en la Ciudad de México, también es arrestado Chuchu Reyes.
Detención de Antonio. Finalmente la policía detiene y lo somete a un interrogatorio donde niega todo. Aunque aquí lo ayudó un poco conocer a sus interrogadores. Por la tarde lo llevan a la cárcel clandestina de El Pocito, donde ya habían torturado a Chuchu Reyes. Esta detención dura unos diez días aunque no fue torturado pero si tuvo que pagar una importante suma de dinero para que lo liberaran y pudo ayudar a Chuchu. Al salir libre Antonio continúa con sus actividades al frente de su negocio hasta que aparece Chuchu, libre sin cargos pero enfermo por las torturas a las que fue sometido, acompañado por Eva Jiménez, una cubana activista. Por orden de Raúl Castro. La tarea siguiente fue vaciar las casas de los exiliados de todo lo que pudiera comprometerlos. 
Castro en libertad. Liberado Fidel, le entregó a del Conde, parte del armamento que tenía escondido. Al poco tiempo y con Juan Manuel Márquez, Antonio viaja a Miami donde se entrevista con el expresidente Carlos Prío Socarrás (1948 - 1952) quien le entrega veinte mil dólares. Al regreso se aplica a la fabricación de cartucheras y uniformes.
Granma. Fracasada la compra de la lancha torpedera y con ocasión de un viaje al puerto de Tuxpan, Castro vio un yate de recreo que Antonio estaba reconstruyendo y que le había comprado a los Erikson, una familia que vivía en la Ciudad de México. Le pareció que era el transporte que buscaba para trasladar a sus hombres a Cuba y de acuerdo con Antonio se reconstruyó la nave rápidamente. El capítulo describe en detalle la reparación del yate Granma. El paso siguiente fue efectuar el trasiego de armas de la Ciudad de México a Tuxpan y quedando a cargo de la nave Chuchu Reyes. Cuando llegó el momento de pagar el saldo del Granma a los Erikson resultó que éstos tenían una casa junto al barco y la ofrecieron en venta por 40 mil dólares, lo cual fue aceptado por Fidel. Este capítulo adjunta copia de la escritura de venta del yate, que para todos los efectos legales quedó a nombre de Antonio del Conde por quien y ya en ese momento se ofrecían veinte mil dólares de recompensa por conocer su verdadera identidad. 
Quince días antes de la salida del Granma, Fidel le dijo a Antonio del Conde que no sería de la partida, que en México le sería más útil. Y en palabras del autor de memorias del dueño del yate Granma, a quien se le hizo muy difícil digerir esta situación: 
”…fue tal el impacto que recibí que perdí el habla, no se como salí de la habitación y pude llegar al automóvil, por supuesto que el silencio era absoluto nadie hablaba, ni habló y solo hasta que me senté dentro del coche me di cuenta de lo que esa orden significaba para mi. ¿Qué iba a hacer después que el Granma se fuera? Con seguridad la policía me iba a caer encima sin remedio…” (pag.104) opus.cit.
La partida. Finalmente el 25 de noviembre de 1956 y reunidos los integrantes de la invasión a Cuba en la población de Santiago de la Peña, Tuxpan se procede al abordaje que no estuvo exento de incidentes como el no tener el permiso de salida y en una noche que amenazaba tormenta. Finalmente Antonio convence al encargado del puerto, el permiso es extendido y la nave puede partir. Al irse la nave, Antonio comienza un recorrido por toda la costa hasta la isla de Cozumel sin detectar el yate. Regresó en avión a la Ciudad de México desde Mérida, pensando que el Granma había llegado a destino y ahí el copiloto le comenta que “Fidel Castro había muerto…”. Ya en la Ciudad de México los amigos le dicen que en los periódicos se afirma que el Granma era de su propiedad, y que su casa estaba siendo vigilada. 
Relaciones expuestas. Conociendo a la policía Antonio supone que si creen que vendió un yate y armas, debía de tener mucho dinero y eso era lo único que querían. Toma una pistola, la escondió en un periodo y salió a la calle. Algunos policías que conocía lo saludaron y otros no fueron tan cordiales. Fue acusado extraoficialmente de “…exponer las buenas relaciones de México con un país hermano…”, lo cierto es que no se fincó delito alguno gracias al pago de la suma de diez mil dólares a la policía. Comienza una época de llegar a su domicilio entrando por las casas de los vecinos, moviéndose en una moto y armado por supuesto. El paso siguiente fue que la Secretaría de la Defensa Nacional le quitó el permiso de armería, dándole tres meses para liquidar su inventario de armas. El taller de reparación de estas, sin embargo, fue permitido.
Enma Castro Ruz. Es este un momento en que se produce un vacío social en la vida de Antonio del Conde. Mucha gente le negaba el saludo. Tratando de rehacer el negocio, la persecución continúa. Le revivieron deudas fiscales, inclusive llegaron a detenerlo situación que se solucionó mediante el pago de dinero. Antonio se pone en contacto con las hermanas Castro, (Lidia [1914-1991], Juanita [1933-2023], Enma [1936- ] y Agustina [1938-2017]) quienes vivían en la casa de ingeniero petrolero Alfonso Gutiérrez López, "Fofo", pieza clave en este momento histórico y en cuyo domicilio en el Pedregal de San Ángel vivió en determinado momento toda la familia Castro.
Tanto Antonio como las hermanas de Fidel comenzaron su ayuda a la lucha en la Sierra Maestra. Enma, según se relata en estas memorias estaba bien conectada y envió a Antonio del Conde para que se entrevistara con José María Hipólito Figueres Ferrer, “don Pepe” (1906 - 1990), a quien encontró dispuesto a contribuir con armas y transporte para la lucha en la Sierra Maestra. El paso siguiente fue entrevistar a Carlos Andrés Pérez (1922-2010) diputado venezolano en ese momento y después (1989) presidente de Venezuela, quien también se mostró dispuesto a dar ayuda económica. El siguiente viaje fue a Buenos Aires donde contactos del expresidente Arturo Frondizi conseguirían algunas armas, solo que su trasporte tenía un costo excesivo. Aquí la narración encuentra a un ex armero convertido en discreto operador político y entrevistando a figuras importantes de la historia contemporánea.
PBY Catalina. Quizás la aventura más riesgosa de este nuevo periodo (y uno de los más impactantes capítulos de estas memorias), resulta de la aparición del doctor Aureliano Sánchez Arango (1900-1975), exministro del presidente cubano Carlos Prio Socarras (1903-1977). Presentado por Enma en la casa del Ing. Alfonso Gutiérrez López. El plan de Sánchez Arango era llevar un avión cargado de armas a Cuba. Del Conde consigue las armas, compra un hidroavión, un Consolidated PBY Catalina, y así Sánchez Arango con Antonio y otras personas parten una madrugada desde el aeropuerto de la Ciudad de México. El transporte toma un rumbo equivocado y tiene que amarizar a mitad de camino por falta de combustible, perdiéndose las armas y la aeronave. Rescatados por un pesquero que pasaba casualmente por ahí, consiguen llegar a la costa mexicana con toda la tripulación a salvo. Antonio regresa a la Ciudad de México a informar del fracaso de la expedición.
Ciudad de México. Las novedades eran que se luchaba en la Sierra Maestra, que Chuchu (el maquinista del Granma) estaba en Miami y que se necesitaba la presencia de Antonio en esa ciudad. Con Chuchu Reyes se dedicaron a visitar los comités del 26 de julio pidiendo ayuda de cualquier tipo en la sierra. En un determinado momento le solicitaron a Antonio, un tipo de armas que solo se conseguía en la Ciudad de México y regresó para traerlas. De vuelta en México, se encontró con Pedro Miret Prieto (1927-2016) excombatiente del Moncada quien necesitaba entrenamiento porque iba a regresar a Cuba clandestinamente.
Orión. Una vez más en la Ciudad de México, Enma Castro le encomienda otra misión. A mediados de 1958, los miembros de 26 de julio en Nueva York, liderados por Armando Goenaga Barrón, desean organizar una expedición a Cuba pero no contaban con dinero, transporte, ni armas. Enma tenía un contacto en Venezuela, un tal Sr. Bilbao, que estaba dispuesto a sufragar los gastos. Antonio visita numerosos puertos del Caribe, analiza oferta de barcos. Compró así en Honduras una nave de cabotaje llamada Orión, con un gasto en principio de 50 mil dólares. Para complementar el trabajo, Antonio consigue fusiles y parque y pide la ayuda de Chuchu Reyes, pero su amigo en esta ocasión se niega a ayudarlo lo cual desconcierta a del Conde quien prosigue con la operación mandando a traer el barco de Honduras y colocándolo cerca de puerto estadounidense de Brownsville, porque el venezolano que apoyaba la operación se negó a entregar más dinero. Aun así trae a los combatientes de Nueva York. Cargadas las armas y la tripulación se acaba la suerte de Antonio debido a una denuncia anónima, lo detienen y le imputan el delito federal de pasar de un estado a otro sin pagar impuestos. Lo condenan dos años de prisión en suspenso por ser su primera ofensa. Deportado, regresa a México con una deuda de diez mil dólares, honorarios del abogado que lo defendió. Los tripulantes del Orión también fueron detenidos y salieron en libertad bajo fianza.
Cárcel de Texarkana. Al regreso y ya en la Ciudad de México, aparece otra tarea para Antonio. Es necesario ayudar a Francisco Cairol Garrido, para que pudiera llegar a Miami, asunto que no era muy difícil para Antonio quien, en una oportunidad, ya había pasado a EE. UU., entre otros a Juanita Castro. Pero Miami seguía insistiendo. Necesitaban cartuchos, ocasión en la que viaja al norte de los Estados Unidos y entrega sin problemas los cartuchos, pero también había comprado por su cuenta unas armas que estaban baratas. El caso es que al cruzar la frontera es detenido en Texas y enviado a la cárcel de Texarkana, con una segunda ofensa a sus espaldas, por transportar armas sin pagar el impuesto federal. Condenado a cinco años de prisión, este capítulo hace una cuidadosa descripción de la vida en reclusión, uno de los peores momentos en la vida de Antonio del Conde. Así, a los once meses y días de prisión, al paso de Fidel Castro por Houston camino a Buenos Aires, se consigue el perdón del gobernador de Texas y Antonio sale de la cárcel en mayo de 1959. Deportado a México parte a Cuba de inmediato. (Antonio Del Conde. Memorias del dueño del Yate Granma, edición del autor.2002 Distribuido por Editorial Porrúa).

### Distinciones
En el año 2008, la AMAB (Asociación Mexicana de Autobiografía y Biografía) le concedió en Santiago de la Peña, Tuxpan, el escenario más importante de su vida, el Premio Alejo Carpentier, que incluyó su retrato elaborado por el pintor argentino Miguel Ángel Guereña, en mérito a su brillante trabajo autobiográfico Memorias del dueño del Yate Granma.